# Karl von Eichendorff

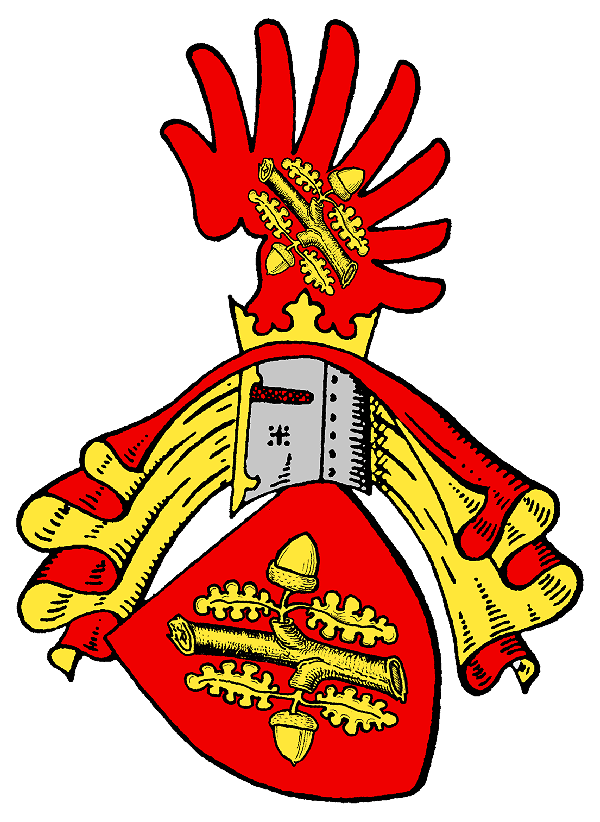
Wappen derer von Eichendorff

Karl Joseph Hartwig Erdmann Hermann Freiherr von Eichendorff (* 24. Februar 1863 in Aachen; † 22. März 1934 in Altenbeuern) war ein königlich-preußischer Oberstleutnant, Familienforscher, Publizist und Enkel von Joseph von Eichendorff.

## Leben
Er entstammte dem katholischen Adelsgeschlecht von Eichendorff. Sein Vater war der preußische Verwaltungsjurist Hermann von Eichendorff (1815–1900).
Karl von Eichendorff besuchte das Gymnasium in Aachen und trat im Jahr 1884 bei dem Hohenzollerschen Füsilier-Regiment, umbenannt 1889 in Füsilier-Regiment „Fürst Karl-Anton von Hohenzollern“ Nr. 40, als Fahnenjunker ein. Bereits am 12. November 1895 heiratete er in Jülich Antonie Franziska Freiin von Negri (1869–1948). Im Jahr 1893 diente er als Premierleutnant im 2. Rheinischen Infanterie-Regiment „von Goeben“ Nr. 28, ab 1898 in der II. Grenadier-Brigade, dann ab 1900 als Hauptmann in Fulda und Wiesbaden und trat im Jahr 1908 in den Ruhestand über.
Im Ersten Weltkrieg wurde er für den Gendarmeriekorps nochmals mobilisiert, beim Grenzschutz eingesetzt und nach dem Waffenstillstand im November 1918 als Oberstleutnant entlassen.

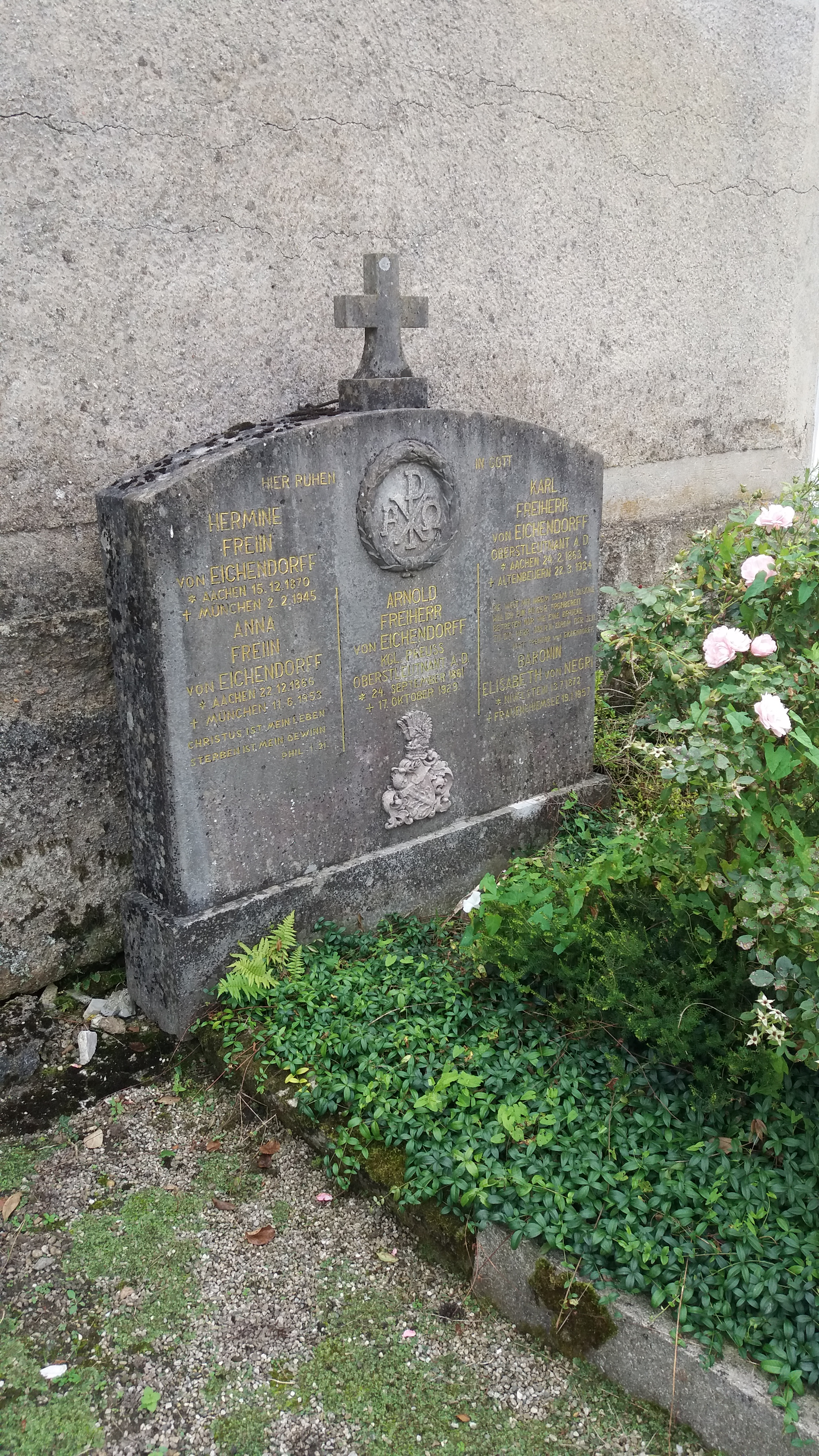
Familiengrab von Eichendorff, Inselfriedhof Fraueninsel

Er forschte nach seinen Vorfahren der Eichendorff-Linie und schrieb Archive in Brandenburg, Böhmen, Mähren und Schlesien an. Im Jahr 1913 begründete er mit Adolf Dyroff, Karl Schodrok, Wilhelm Kosch die Eichendorff-Gesellschaft in Gleiwitz und wirkte ab 1929 bei der Herausgabe der Jahreszeitschrift Aurora. Ein romantischer Almanach mit.
Im Jahr 1922 zog er von Wiesbaden nach Altenbeuern um und wohnte dort bis zum Lebensende. Die Bestattung fand auf dem Friedhof der Frauenchiemseeinsel statt. Nach ihm wurde das Eichendorff-Haus und die Eichendorffstraße in Altenbeuern benannt.

## Schriften (Auswahl)
- O Täler weit, o Höhen. Gedichte und Lieder von Joseph von Eichendorff. Kempten 1922.
- Ein Jahrhundert Eichendorff-Literatur. In: Historisch-kritische Ausgabe (HKA). Bd. 22, 1927.
- mit Adolf Dyroff, Karl Schodrok: Joseph von Eichendorff. Sein Leben und seine Schriften. Leipzig 1923.
- Mitwirkung: Sämtliche Werke des Joseph von Eichendorff. In: Historisch-kritische Ausgabe (HKA).

### Publikationen
- Eichendorff und seine Vorfahren. In: Eichendorff-Kalender für das Jahr 1914. S. 18–37.
- Neue Eichendorff-Briefe. In: Eichendorff-Kalender für das Jahr 1915.
- Das Ende des schlesischen Edelsitzes. In: Nachrichtenblatt der Deutschen Eichendorff-Gesellschaft. 1917.
- Der Sedlnitzer Eichendorff-Fund. In: Der Wächter. 1921.
- Eichendorffs Vater. In: Eichendorff-Kalender für das Jahr 1922.
- Eichendorff Familienleben. In: Eichendorff-Kalender für das Jahr 1924.
- Märchen aus dem Nachlasse Joseph Freiherrn von Eichendorff. In: Der Wächter. 1925.
- Zur Stammtafel der Familie Eichendorff. In: Der Familienforscher. 1928.
- Die 64 Ahnen Joseph Freiherrn von Eichendorfs. (Ahnentafel und Stammbäume), Troppau 1929.
- Lubowitz. In: Aurora. Ein romantischer Almanach. 2/1932.

posthum:
- Eichendorff als Breslauer Gymnasialist. In: Aurora. Ein romantischer Almanach. 3/1933, S. 30–37.
- Ungedruckte Handschriften Eichendorffs. In: Aurora. Ein romantischer Almanach. 5/1935, S. 9–17.
- Urteile über Eichendorff aus alter und neuer Zeit. In: Aurora. Ein romantischer Almanach. 5/1935, S. 41–48.
- Aus oberschlesischen Stammbüchern. In: Aurora. Ein romantischer Almanach. 5/1935, S. 75–84.